# Edmond-Camille-Jean-Baptiste Laurent
Edmond-Camille-Jean-Baptiste Laurent, francoski general, * 1881, † 1943.